# 通海站
通海站，位于中华人民共和国云南省玉溪市通海县九龙街道九街社区，是昆玉河铁路上的火车站，建于2013年，由昆明局集团管辖。

## 車站周邊
- 农村商业银行碧溪支行
- 九街社区中心小学
- 寸村小学